# Реймон, Жан
Жан-Эмиль Реймон (фр. Jean Émile Reymond; 2 мая 1912—1986) — франко-монегасский политический деятель, государственный министр (глава правительства) Монако (1963—1966).

## Биография
- 1950—1951 гг. — префект департамента Марна,
- 1954—1957 гг. — префект департамента Уаза
- 1957—1960 гг. — префект департамента Атлантические Пиренеи,
- 1963—1966 гг. — государственный министр Княжества Монако.